# Monorriel de Honolulu
El Monorriel de Honolulu  o Skycab es un sistema de monorriel ubicado en Honolulu, Hawái. Inaugurado el 7 de noviembre de 1977, actualmente el Monorriel de Honolulu cuenta con 1 línea y 2 estaciones.

## Administración
El Monorriel de Honolulu es administrado por la Ciudad de Honolulu.